# دافير
الدافير هم مجتمع قبلي يوجد في ولاية كجرات في الهند.

## الأصل
يدعي الدافيريون أنهم مهاجرون من السند، واستقر في منطقة سوراشترا في كجرات. المجتمع مقسم فرعيًا على أسس دينية، بين المسلمين والهندوس. وقد استقروا في فانتالي وتالالا تالوكاس في منطقة جوناغاد. المجتمع يتحدث اللغة الكوتشية، بينما يتحدث معظمهم اللغة الغوجاراتية. إنهم مجتمع بدوي، يرتحلون لمسافات قصيرة، ولديهم مخيمات على أطراف القرى.